# Daniel Massey
Daniel Raymond Massey (Londra, 10 ottobre 1933 – Londra, 25 marzo 1998) è stato un attore britannico.
È principalmente conosciuto per la sua partecipazione alla serie televisiva britannica Roads to Freedom, insieme a Michael Bryant, e per la sua interpretazione del commediografo Noël Coward nel film Un giorno... di prima mattina (1968), biografia dell'attrice teatrale Gertrude Lawrence, che gli valse il Golden Globe per il miglior attore non protagonista.

## Biografia
Figlio degli attori Raymond Massey e Adrianne Allen, fratello dell'attrice Anna Massey e nipote di Vincent Massey (primo Governatore Generale del Canada), dopo gli studi all'Eton College e al King's College di Cambridge, intraprese la carriera di attore.
Debuttò sul grande schermo ancora bambino, nel film Eroi del mare (1942), diretto da Noel Coward. Anni dopo interpretò proprio Coward nel film Un giorno... di prima mattina (1968), e per tale performance vinse un Golden Globe e ottenne una candidatura all'Oscar al miglior attore non protagonista.
Apparso in numerosi film britannici degli anni cinquanta, Massey ebbe successo anche come attore teatrale, come nell'opera di Ronald Harwood Taking Sides, in cui interpretò il compositore e direttore d'orchestra Wilhelm Furtwängler, e per cui vinse un Laurence Olivier Awards. Recitò anche in alcuni musical, tra cui Follies.

## Filmografia parziale

### Cinema
- Eroi del mare (In Which We Serve), regia di Noël Coward e David Lean (1942)
- Su e giù per le scale (Upstairs and Downstairs), regia di Ralph Thomas (1959)
- Gli sfasati (The Entertainer), regia di Tony Richardson (1960)
- Le guardie della regina (The Queen's Guards), regia di Michael Powell (1961)
- I cinque ladri d'oro (Go to Blazes), regia di Michael Truman (1962)
- Le avventure e gli amori di Moll Flanders (The Amorous Adventures of Moll Flanders), regia di Terence Young (1965)
- I ribelli di Carnaby Street (The Jokers), regia di Michael Winner (1967)
- Un giorno... di prima mattina (Star!), regia di Robert Wise (1968)
- Frammenti di paura (Fragment of Fear), regia di Richard C. Sarafian (1970)
- Maria Stuarda, regina di Scozia (Mary, Queen of Scots), regia di Charles Jarrott (1972)
- Sarah Bernhardt - La più grande attrice di tutti i tempi (The Incredible Sarah), regia di Richard Fleischer (1976)
- L'avvocato del diavolo (Des Teufels Advokat), regia di Guy Green (1977)
- Le 7 città di Atlantide (Warlords of Atlantis), regia di Kevin Connor (1978)
- Il gatto e il canarino (The Cat and the Canary), regia di Radley Metzger (1978)
- Il lenzuolo viola (Bad Timing), regia di Nicolas Roeg (1980)
- Fuga per la vittoria (Escape to Victory), regia di John Huston (1981)
- Scandal - Il caso Profumo (Scandal), regia di Michael Caton-Jones (1989)
- Nel nome del padre (In the Name of the Father), regia di Jim Sheridan (1993)

### Televisione
- Sherlock Holmes – serie TV, episodio 2x01 (1968)
- Bonanza – serie TV, episodio 12x20 (1971)
- Le avventure di Sherlock Holmes (The Case Book of Sherlock Holmes) - serie TV, episodio 3x02 (1991)
- Stalin, regia di Ivan Passer – film TV (1992)

## Doppiatori italiani
Nelle versioni in italiano delle opere in cui ha recitato, Daniel Massey è stato doppiato da:
- Sergio Graziani in Le avventure e gli amori di Moll Flanders
- Giancarlo Maestri in Maria Stuarda, regina di Scozia
- Sergio Di Stefano in Il lenzuolo viola
- Michele Gammino in Fuga per la vittoria
- Stefano De Sando ne Le avventure di Sherlock Holmes